# Franc à cheval

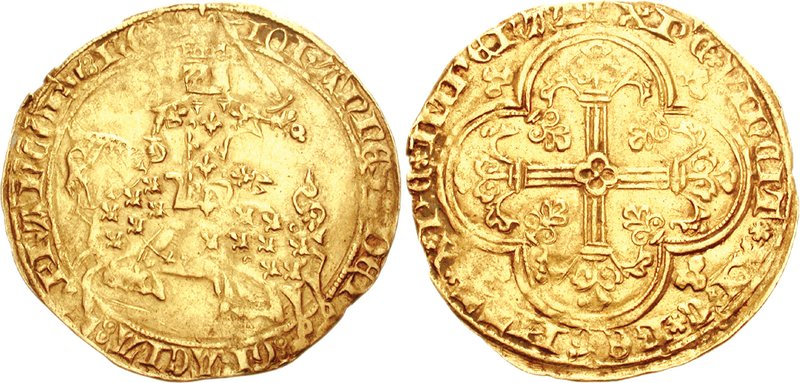
Franc à cheval mit dem Bild von König Johann II. auf einem Pferd

Der franc à cheval ist die erste französische Frankenmünze; er besteht aus 24-karätigem Gold und wiegt 3,88 g. Im Februar 1361 unter der Herrschaft von König Johann II. (1350–1364) in Umlauf gebracht, diente er als Lösegeld aus dessen englischer Gefangenschaft. Der Wert der Münze war identisch mit einem livre tournois und die Bezeichnung Franc – von francorum rex – verbreitete sich seitdem bald als dessen Synonym.
Die Vorderseite zeigt den König mit erhobenem Schwert auf einem galoppierenden Pferd. Johann trägt auf seinem Helm eine Krone mit Lilie und über seinem Kettenhemd eine lilienverzierte Rüstung. Das Pferd ist mit einer lilienverzierten Schabracke bedeckt. Die kreisförmige Umschrift lautet:  IOHANNES DEI GRATIA • FRANCORV REX , d. h. „Johann von Gottes Gnaden, König der Franken“.
Die Rückseite zeigt in einem palmetten- und kleeblattgeschmückten Vierpass ein Kreuz mit einem weiteren Vierpass im Zentrum. Die kreisförmige Umschrift lautet:  XPC VINCIT • XPC REGNAT • XPC IMPERAT , d. h. „Christus siegt, Christus regiert, Christus befiehlt“.